# Crash Bandicoot 2: Cortex Contraataca
Crash Bandicoot 2: Cortex Strikes Back és un videojoc de plataformes desenvolupat per a la Consola de joc PlayStation, protagonitzat per Crash, un marsupial mutat pel Doctor Neo Cortex. Fou el primer videojoc de la saga Crash Bandicoot que està traduït a l'idioma espanyol.

## Història
El joc comença just on acaba Crash Bandicoot 1, després que en Crash derroti a en Cortex. En la introducció, sabem la destinació de Cortex en caure al buit de la seva taula voladora. En Cortex és afortunat i cau en una cova prop del terreny corresponent al nivell 20 del Crash Bandicoot 1, Toxic Waste (residus toxics). En aquesta cova, en Cortex encén un llumí i s'adona que ha trobat el Cristall Mestre, una pedra preciosa de color rosa i forma allargada, que alberga un gran poder.
Un any més tard, ja a l'interior d'una nau espacial que ha construït el seu aliat, en Nitrus Brio (N. Gin), l'informa que perquè la seva arma anomenada "Cortex Vortex" pugui funcionar, a més del cristall mestre es necessiten els altres 25 cristalls esclaus, els quals es troben al voltant de la Terra. Com que ja no té més aliats, en Cortex decideix que utilitzarà l'ajut de l'enemic. Mentrestant, en Crash i la seva germana Coco es troben en la selva. La Coco està navegant en el seu computador portàtil quan de sobte se li acaba la bateria i li demana a en Crash que li aconsegueixi una de nova. Ell s'aixeca i mentre camina al llarg de la selva, és absorbit per un raig el qual el transporta a una sala de tele-transport (Warp Room) creada per en Cortex, on mitjançant una vídeo-transmissió li explica a en Crash que ha canviat, i que necessita la seva ajuda per salvar a la terra d'un gran meteorit que la copejarà i la destruirà. Per a això necessita que en Crash reuneixi els 25 cristalls que es troben escampats per la Terra. Mitjançant una altra vídeo-transmissió, en Nitrus Brio, antic aliat de Cortex, alerta en Crash, tan aviat com en Crash ha reunit els quatre primers cristalls; se sorprèn que en Crash estigui ajudant en Cortex, i li diu que no ha de reunir els cristalls sinó les gemmes, ja que amb elles podrà posar fi al maligne pla d'en Cortex i que, en cas de no obeir-lo, faria tot el possible per detenir-lo. Al llarg del joc, en Cortex realitza més vídeo-transmissions, explicant-li a en Crash el suposat pla maligne de Brio per dominar el món, i felicitant-lo cada vegada que reuneix cinc cristalls més. La Coco també realitza vídeo-transmissions, però són de mala qualitat i no aconsegueix parlar clarament amb el seu germà, per la qual cosa en Crash no entén res.
En haver reunit 20 cristalls, en Cortex li diu a en Crash que els lliuri a en N. Gin. En Crash no només no ho fa, sinó que derrota a en N. Gin. En assabentar-se'n Cortex es torna molt més agressiu i li demana a en Crash els cinc cristalls restants amb més intensitat. Després de reunir l'últim cristall, en Cortex realitza la seva última vídeo-transmissió en la qual segueix fingint que el seu pla salvarà la terra, però en un moment la Coco aconsegueix interferir en la transmissió i li revela a en Crash el maligne pla d'enCortex: Pensa usar els cristalls per potenciar el seu Cortex Vortex, una màquina letal la qual llançarà un raig a la Terra, el qual convertirà a tots els éssers vius en els seus servents mutants. Després de dir això i demanar-li a en Crash que detingui a en Cortex, aquest recupera el control de la transmissió per uns segons, per agrair-li a en Crash la seva gran ajuda. Posteriorment, en Cortex intentarà fugir per un túnel de l'espai, però en Crash el detindrà i sortirà expulsat al buit. En Crash torna a la terra i mentre descansa al costat de la Coco a N. Sanity Beach, la Coco es pregunta què passarà amb el Cortex Vortex, el qual segueix orbitant la Terra. Tan aviat com en Crash reuneix les 42 gemmes, ell i la Coco es reuneixen amb en N. Brio, qui ha fabricat una màquina que utilitza el poder de les gemmes per potenciar-se. En Crash salta sobre un botó, dispara el raig i destrueix el Cortex Vortex. En finalitzar els crèdits, s'escolta a en Cortex riure, la qual cosa revela que segueix amb vida, car el seu parador és desconegut.

## Mètode de joc
Aquest videojoc porta a en Crash a través de 27 nivells, els quals estan distribuïts en sis cambres: 25 normals i dos secretes, per cada cambra hi haurà una batalla contra el cap cap del nivell, a excepció de la Càmera 06. Els cinc caps són Riper Roo, Els Germans Komodo (Moe i Joe), el Tiger, el N. Gin i el Dr. Neo Cortex. En cada nivell normal s'ha d'aconseguir un sol cristall i es pot aconseguir almenys una gemma i fins i tot dues, grises o de colors. El cristall es troba en algun lloc del nivell, mentre que per aconseguir la gemma hauràs de trencar totes les caixes que es trobin al llarg de l'escenari en qüestió, i en el cas d'haver-hi una segona, cal fer algun ardit. A partir d'aquesta entrega es va eliminar el requisit de no ser liquidat ni una sola vegada en tot el nivell per aconseguir la gemma. En alguns nivells es podrà aconseguir una altra gemma addicional a la qual s'obté per trencar totes les caixes. Aquesta gemma pot ser normal o de color. Existeixen cinc gemmes de color: Blau, Vermella, Verd, Groga i Estatge, la gemma taronja del joc anterior es va eliminar. Les gemmes de color activen plataformes en altres nivells les quals portaran a una part secreta del propi recorregut, la qual pot contenir la gemma addicional, o més caixes per poder trencar totes les del nivell. Algunes de les gemmes addicionals s'aconsegueixen arribant al final del nivell en un temps determinat (com és el cas del nivell del surf), s'accedeix a elles mitjançant la Sisena Warp Room o mitjançant les plataformes. Tots els nivells (a excepció del 8, del 13 i del 26), compten amb un Bonus, el qual ha de superar-se trencant totes les seves caixes, ja que compten pel final. Si ets liquidat o mors en un Bonus, no perdràs vides.
Hi ha cinc cambres del temps, anomenades "Warp Room", cadascuna permet l'accés a cinc nivells diferents i compta amb un espai per guardar la partida. Al centre de la sala hi ha una plataforma que funciona a forma d'ascensor, la qual interconnecta les cinc warp rooms entre si, en reunir els cinc cristalls de la sala la plataforma es desbloquejarà i es permetrà l'accés a la sala superior. Existeix una sisena cambra, situada a la tercera illa del joc Crash Bandicoot 1, sobre les ruïnes del castell d'en Cortex, des d'aquesta sala es poden observar les altres dues illes. Per accedir a ella és necessari prendre les rutes secretes que hi ha en els nivells normals, en cas contrari estarà tancada. Igual que les altres cambres, posseeix cinc portals, tres d'aquests condueixen a una part secreta d'alguns nivells normals la qual cosa permetrà completar-los, mentre que els altres dos condueixen als dos nivells secrets del joc. L'objectiu del joc és que s'aconsegueixin reunir a més dels 25 cristalls, les 42 gemmes. Durant els nivells, es poden trobar, tant escampades pel camí, com dins de caixes de fusta, les denominades fruites wumpa. En reunir 100 fruites s'obte una vida extra. També existeixen caixes amb màscares "Aku-Aku", les quals brinden protecció contra els enemics normals i les explosions, però no contra les caigudes; en ajuntar tres d'aquestes màscares obtindràs invulnerabilitat a tot exceptuant les caigudes, per un curt període.

## Personatges

### Aliats
| No. | Nom                    |  |
| --- | ---------------------- |  |
| 1.  | Crash Bandicoot        |  |
| 2.  | Coco Bandicoot         |  |
| 3.  | Aku Aku                |  |
| 4.  | Polar                  |  |
| 5.  | Nitrus Brio (o N. Gin) |  |

### Enemics
- Ripper Roo
- Komodo Moe & Komodo Joe
- Tiny Tiger
- N. Gin
- Doctor Neo Cortex

## Llista de nivells
- WARP ROOM 1
  - 1. Turtle Woods / Bosc de Tortugues

- Cristall, gemma normal, gemma blava
- - 2. Snow Go / La Tundra

- Cristall, gemma normal, gemma vermella.
- - 3. Hang Eight / La febre d'or

- Cristall, gemma normal, gemma addicional.
- - 4. The Pits / Els Pous

- Cristall, gemma normal.
- - 5. Crash Dash / Carrera Nevada

- Cristall, gemma normal.
- - Ripper Roo (Batalla contra el Cap)

- WARP ROOM 2
  - 6. Snow Biz / Gel Relliscós

- Cristall, gemma normal.
- - 7. Air Crash / Xoc Aeri

- Cristall, gemma normal, gemma addicional.
- - 8. Bear It / L'Ós!

- Cristall, gemma normal.
- - 9. Crash Crush / Descens Esclafador

- Cristall, gemma normal.
- - 10. The Eel Deal / Zona d'Anguiles

- Cristall, gemma normal, gemma verda.
- - Komodo Bros. / Germans Komodo (Batalla contra el Cap)

- WARP ROOM 3
  - 11. Plant Food / Menjar per Plantes

- Cristall, gemma normal, gemma groga.
- - 12. Sewer or Later / Clavegueram

- Cristall, gemma normal, gemma addicional.
- - 13. Bear Down / El Descens de l'Ós

- Cristall, gemma normal.
- - 14. Road to Ruin / Camí a les Ruïnes

- Cristall, gemma normal, gemma addicional.
- - 15. Unbearable / Ossos Perillosos

- Cristall, gemma normal.
- - Tiny Tiger (Batalla contra el Cap)

- WARP ROOM 4
  - 16. Hanging Out / Penjant En Canonades

- Cristall, gemma normal.
- - 17. Diggin' It / Excavació

- Cristall, gemma normal, gemma addicional.
- - 18. Cold Hard Crash / Bandicoot Congelat

- Cristall, gemma normal, gemma addicional. Es recomana veure un vídeo explicatiu a YouTube sobre com completar aquest nivell.
- - 19. Ruination / Ruïnes de la Perdició

- Cristall, gemma normal, gemma addicional.
- - 20. Beehaving / Abellejant-se

- Cristall, gemma normal, gemma habitada.
- -  N. Gin (Batalla contra el Cap)

- WARP ROOM 5
  - 21. Piston it Away / Pistoneja-ho lluny

- Cristall, gemma normal, gemma addicional.
- - 22. Rock It / Coets a la Vista

- Cristall, gemma normal.
- - 23. Night Fight / Baralla Nocturna

- Cristall, gemma normal, gemma addicional.
- - 24. Pack Attack /Atac Del Propulsor

- Cristall, gemma normal.
- - 25. Spaced Out / Fora De l'Espai

- Cristall, gemma normal, gemma addicional.
- - N. Cortex (Batalla conta el Cap Final)

- WARP ROOM 6
  - 2. Snow Go / La Tundra

- Gemma vermella.
- - 7. Air Crash / Riu Boig

- Completar caixes per a la gemma normal.
- - 14. Road To Ruin / Camí a les Ruïnes

- Completar caixes per a la gemma normal.
- - 26. Totally Bear / Totalment Ós

- Gemma normal.
- - 27. Totally Fly / Totalment Cuca de llum

- Gemma normal.

## Mètodes per obtenir les gemmes
En diversos nivells del joc, per poder obtenir una gemma, ja sigui la normal (que s'obté trencant totes les caixes) o una addicional, en que és necessari aconseguir certes coses o accedir a seccions ocultes, entre d'altres. A continuació s'expliquen tots els mètodes:
- Plataforma

És un disc giratori flotant que es troba en alguns nivells, en qualsevol lloc del recorregut. Són de diferents colors i en pujar-hi transporten en Crash a una secció oculta del nivell on, usualment, s'aconsegueix completar el nombre total de caixes, encara que també existeixen unes en les que es troba únicament la gemma addicional del nivell. Perquè el disc aparegui és necessari haver trobat la gemma de color corresponent, si no és així, es podrà observar l'esbós a ratlles del disc flotant en el lloc on es troba, més no estarà materialitzat per la qual cosa en Crash no podrà pujar-hi. Els nivells que tenen aquestes plataformes són els següents:
- Nivell 03: Plataforma blava. Dona accés a la secció oculta en la que es trobaran més caixes per trencar.
- Nivell 06: Plataforma vermella. Dona accés a la secció oculta en la que es trobaran més caixes per trencar.
- Nivell 12: Plataforma groga. Dona accés a la secció oculta en la que es troba la gemma addicional.
- Nivell 19: Plataforma verda. Dona accés a la secció oculta en la que es troba la gemma addicional.
- Nivell 25: Plataformes blava, vermella, groga, verda i morada. Totes elles van apareixent a mesura que es supera una part de la secció, al final porten a la gemma addicional del nivell.

- Plataforma de Calavera

És una plataforma similar a la del Bonus, però aquesta és més gruixuda i en lloc de tenir un símbol (?) dibuixat, té la imatge d'una calavera amb dos ossos creuats (com el símbol del verí o el de la bandera dels pirates). Aquesta plataforma condueix a una secció oculta del nivell en qüestió, però aquesta secció està caracteritzada per tenir un alt grau de dificultat, per això el símbol de la calavera. Habitualment en la secció a la qual porta, s'hi troba únicament la gemma addicional, tot i que també existeixen seccions en les quals hi ha més caixes per trencar. Per poder accedir a aquesta plataforma, és necessari creuar el nivell sense ser liquidat ni una sola vegada, fins al lloc on es trobi la plataforma; una vegada es munti en ella, ja es pot ser liquidat indiscriminadament, ja que la plataforma no desapareixerà. En canvi, si s'és liquidat ABANS de trobar i muntar la plataforma, en el lloc on es troba apareixerà solament l'esbós flotant a ratlles blanques, però no estarà materialitzada, de manera que en Crash no podrà muntar-hi ni accedir a la secció a la que porta. Els nivells que tenen plataforma de calavera són els següents:
- Nivell 07: Dona accés a la secció oculta en la que es troba la gemma addicional.
- Nivell 14: Dona accés a la secció oculta en la que es troba la gemma addicional.
- Nivell 17: Dona accés a la secció oculta en la que es troben tant la gemma addicional del nivell com, a més, caixes per trencar.
- Nivell 18: Dona accés a la secció oculta en la que es troben tant la gemma addicional del nivell com, a més, caixes per trencar.
- Nivell 21: Dona accés a la secció oculta en la que es troba la gemma addicional.
- Nivell 23: Dona accés a la secció oculta en la que es troben tant la gemma addicional del nivell com més caixes per trencar.

- Contrarellotge

Aquesta modalitat apareix únicament en dos nivells del joc, tots dos de la mateixa classe. L'objectiu d'aquestes pantalles és realitzar el recorregut en el menys temps del que concedeix el rellotge. En la part inferior esquerra de la pantalla, apareixerà un cronòmetre el qual començarà a comptar cap enrere (El temps pot oscil·lar entre 1min 23seg i 0min 58seg) i en Crash ha d'arribar al final del nivell abans que el temps acabi per obtenir la gemma. En cas contrari, si el compte arriba a 0:00, la gemma desapareixerà i serà necessari tornar a entrar al nivell i reiniciar el compte enrere. Els nivells són:
- Nivell 03: Temps variable. S'obté la gemma addicional.
- Nivell 11: Temps variable. S'obté la gemma groga.

Un truc per facilitar aquesta modalitat, tot i que no sempre funciona, és el següent: mentre el cronòmetre corre, entrar al Bonus del nivell i caure o ser liquidat immediatament. En tornar a aparèixer en el nivell, el cronòmetre indicarà un temps d'1min 23 seg, obsequiant prop de 30 segons més per arribar al final.
- Gemmes de Color

En el joc existeixen cinc gemmes de color (blau, vermella, verd, groga i estatge), que són imprescindibles per poder continuar amb el joc. Les gemmes de color es troben en els següents nivells:
- Gemma Blava: Es troba en el nivell 01 (Turtle Woods). Per aconseguir-la has de travessar tot el nivell sense trencar absolutament cap caixa, és a dir que el comptador de caixes quedi en zero. En cas d'aconseguir-ho, la gemma apareixerà al final del nivell.
- Gemma Vermella: Es troba en el nivell 02 (Snow Go). Per obtenir-la s'ha d'entrar al nivell per la secció secreta.
- Gemma Verda: Es pot aconseguir en el nivell 10 (The Eel Deal). Quan s'arriba al punt on el camí es divideix en dos, cal pendre el camí de la dreta, que conduirà a una sala plena de caixes NITRO i, amb cura, travessar la sala fins que s'arriba a una comporta. Aparentment està tancada, l'única cosa que cal fer és seguir avançant i s'entra a una secció oculta i difícil, ja que la comporta és només una il·lusió. Travessa la secció i al final trobaràs la gemma.
- Gemma Groga: S'obté en el nivell 11 (Plant Food) un cop es supera la prova de contrarellotge.
- Gema Habitada: Es troba en el nivell 20 (Bee-Having). Quan s'arriba a un lloc en el qual hi ha caixes NITRO apilades en forma d'escala sobre unes caixes metàl·liques, s'ha de pujar en elles fins a les més altes, car no poden explotar perquè les NITRO són falses. Una vegada s'arriba a les més altes, en Crash serà tele-transportat a una secció summament complicada. La gemma no està al final d'aquesta sinó tan sols a uns passos de l'inici, una vegada obtinguda, si no es vol continuar en la secció, es pot deixar caure en Crash. Aquest apareixerà en l'últim CHECK POINT.

## Nivells secrets
En el Crash Bandicoot 2, hi ha diversos nivells secrets, l'accés dels quals es descriu a continuació:
- Secció Oculta del Nivell 02 (Snow Go): Per accedir a aquest nivell, cal fer-ho a través del nivell 07 (Air Crash). En la primera taula de surf que es troba, si s'observa amb atenció, es veuran diverses caixes que condueixen a una plataforma lliure. Només cal arribar-hi saltant per les caixes, i quan s'hi arriba, en Crash és tele-transportat al Warp Room 6 i s'haurà desbloquejat el primer portal, el qual condueix a la secció oculta. Aquí es podrà aconseguir la gemma vermella, la qual és visible des del nivell normal, però en estar massa alta, és inaccessible.
- Secció Oculta del Nivell 07 (Air Crash): En el nivell 13 (Bear Down), al final, hi ha un llac amb plataformes col·locades. Cal saltar ràpidament sobre elles fins a arribar a la blanca, la més gran. Quan en Crash es pari sobre aquesta, serà tele-transportat al Warp Room 6, i s'haurà desbloquejat el segon portal, que condueix a la secció oculta. Aquí es podrà trencar diverses caixes, que calen per aconseguir la gemma normal.
- Secció Oculta del Nivell 14 (Road To Ruin): Situada en el nivell 17 (Diggin' It), gairebé al final, es pot veure una planta vermella situada en una plataforma sobre un forat. S'han d'evitar les seves llavors explosives i matar-la amb un bodi eslam (Botó X i CERCLE). En Crash serà tele-transportat al Warp Room 6 i s'haurà desbloquejat el tercer portal, que condueix a la secció oculta. Desafortunadament no es podran recollir les fruites wumpa que deixa la planta en morir. En aquesta secció secreta s'hi troben diverses caixes, que cal trencar per poder aconseguir la gemma normal.
- Nivell 26 - Totally Bear: Es pot trobar en el nivell 15 (Un-Bearable), una vegada que es fuig de l'os gegant, s'ha de tornar cap enrere en el recorregut (o millor dit, cap endavant) i saltar (amb el botó direccional cap amunt + CERCLE i Botó X) el forat en el qual ha caigut l'os. Et trobaràs amb en Polar i si t'apropes a ell et tele-transportarà al Warp Room 6 secret, ara amb el quart portal desbloquejat, que és el nivell 26.
- Nivell 27 - Totally Fly: L'últim accés a una pantalla secreta es troba en el nivell 16 (Hangin' Out). Quan es cau sobre un toll d'aigua, cal mirar cap enrere i entrar en el forat rodó. En Crash es trobarà amb un lloc en el que cal agafar-te per accedir a moltes vides extra (no hi seran si ja s'han recollit amb anterioritat). El botó CERCLE serà molt útil per evitar els enemics. Després d'haver passat aquesta part, en Crash es trobarà una plataforma que el tele-transportarà al Warp Room 6. Amb això s'haurà desbloquejat el cinquè i últim portal, que és el nivell 27.

## Dada Curiosa
En el Warp Room 2, just a la vora de l'entrada al Nivell 08 (Bear It!), veuràs en Polar assegut. S'ha de saltar diverses vegades sobre ell. En fer-ho un determinat nombre de vegades, en Polar llançarà una gran quantitat de vides.
En el nivell del cap Riper Roo, en la prestatgeria s'hi pot veure un manual gruixut del primer joc.